# Ad Gentes

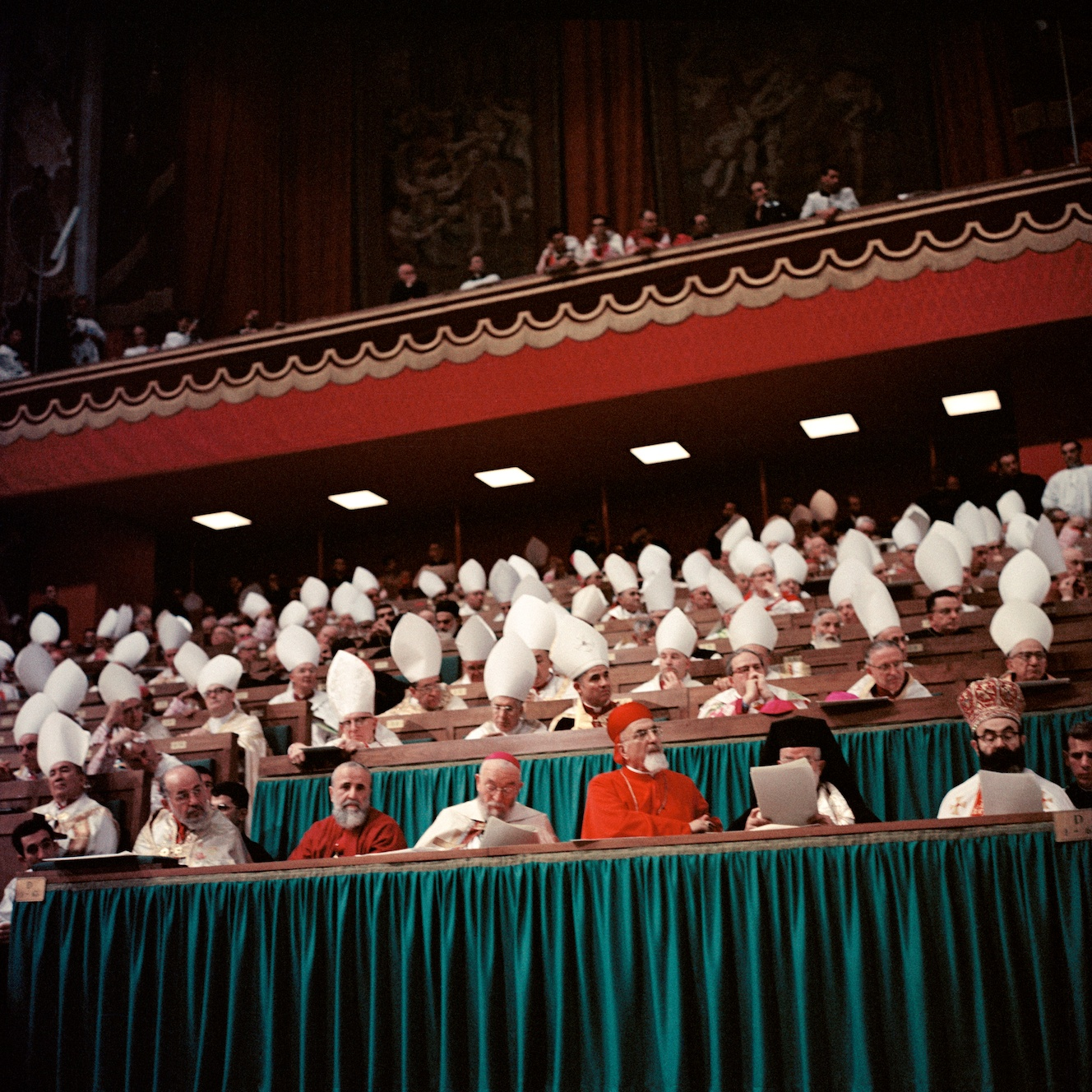
Evêques participant au concile Vatican II

Ad Gentes, le Décret sur l'activité missionnaire de l'Église, est l'un des textes produits lors du IIe concile œcuménique du Vatican. Approuvé par un vote de 2 394 pour et 5 contre, par l'assemblée du concile des Évêques, le décret fut promulgué par le Pape Paul VI le 7 décembre 1965. Le titre latin signifie « vers les peuples » et est tiré de la première ligne du décret (incipit), comme le veut l'usage des écrits de l'Église catholique romaine.

## Inculturation
Ad Gentes traite des facteurs qui impliquent le travail missionnaire. Le décret appelle à la poursuite du développement de l'inculturation missionnaire. Il encourage les missionnaires à vivre avec ceux qu'ils évangélisent, pour s'imprégner de leurs habitudes et de leur culture. Il encourage la coordination du travail de la mission par les agences (ou structures) et la coopération avec d'autres groupes et organisations au sein de l'Église catholique et les autres confessions chrétiennes.

## Documents postérieurs
Depuis l'époque du Concile, les autorités de l'Église se sont préoccupées du fait que l'esprit missionnaire de l'Église faiblissait en raison de l'acceptation du christianisme anonyme, une idée chère à Karl Rahner qui part du principe que tous les êtres humains ont une connaissance implicite de Jésus-Christ. En conséquence, plusieurs documents de l'Église ont été écrits afin d'encourager une évangélisation plus explicite.
- Evangelii Nuntiandi est une exhortation apostolique du Pape Paul VI (8 décembre 1975) publiée à la suite du travail du synode sur le thème (du 7 septembre 1974 au 26 octobre 1980). Elle traite de l'évangélisation et affirme le rôle de chaque chrétien (et non pas uniquement celui des prêtres ordonnés) dans la propagation de la foi chrétienne.
- Redemptoris Missio, sous-titré « Sur la validité permanente du mandat missionnaire de l'Église », est une encyclique de Jean-Paul II publiée le 7 décembre 1990 consacrée à la question de « l'urgence de l'activité missionnaire » et dans laquelle il souhaite « inviter l'Église à renouveler son engagement missionnaire ».
- En 2007, le Saint-Siège a réaffirmé le devoir des catholiques à évangéliser les membres des autres religions et cela a été largement interprété comme une clarification de Lumen Gentium, contre les déclarations de libéraux et d'autres qui prétendent que le prosélytisme chrétien est devenu historiquement et politiquement dépassé[1].

## Plan du document
Les chiffres correspondent aux chapitres
1. Préambule (1)
2. Principes doctrinaux  (2-9)
3. L’œuvre missionnaire elle-même (10-18)
  1. Introduction (10)
  2. Le témoignage chrétien (11-12)
  3. La prédication de l’Évangile et le rassemblement du Peuple de Dieu (13-14)
  4. La formation de la communauté chrétienne (15-18)
4. Les Églises particulières (19-22)
5. Les missionnaires  (23-27)
6. L’organisation de l’activité missionnaire  (28-34)
7. La coopération  (35-41)
8. Conclusion (42)